# Liste der Kulturdenkmäler in Herschweiler-Pettersheim
In der Liste der Kulturdenkmäler in Herschweiler-Pettersheim sind alle Kulturdenkmäler der rheinland-pfälzischen Ortsgemeinde Herschweiler-Pettersheim aufgeführt. Grundlage ist die Denkmalliste des Landes Rheinland-Pfalz (Stand: 6. September 2022).

## Einzeldenkmäler
| Bezeichnung                 | Lage                       | Baujahr               | Beschreibung | Bild                           |
| --------------------------- | -------------------------- | --------------------- | --- | ------------------------------ |
| Schulhaus                   | Am Schäfergarten 12 Lage   | 1909/10               | ehemalige Schule; großvolumiger, sandsteingegliederter Walmdachbau, 1909/10, Architekt C. M. Raysz, Kaiserslautern               | Fotos hochladen                |
| Hofgut Hauter               | Hauptstraße 1–9 Lage       | 1836                  | langgestreckte Hofanlage; Wohnhaus 1836, ehemalige Scheune und Stallungen, eingeschossiges Wirtschaftsgebäude bezeichnet 1841    | Fotos hochladen                |
| Protestantische Pfarrkirche | Kirchenstraße 49 Lage      | 1954                  | Saalbau mit Westriegel; asymmetrischer Bossenquaderbau, 1954, Architekt Eugen Heußer, Kaiserslautern                             | weitere Bilder Fotos hochladen |
| Villa rustica               | nordöstlich des Ortes Lage | frühes 2. Jahrhundert | Reste eines römerzeitlichen Gutshofes, frühes 2. Jahrhundert; kleines Herrenhaus mit Portikus und Eckrisaliten, Halle mit Keller | BW                             |